# Montbovon
Montbovon (toponimo francese; in tedesco Bubenberg, desueto) è una frazione di 265 abitanti del comune svizzero di Haut-Intyamon, nel Canton Friburgo (distretto della Gruyère).

## Storia

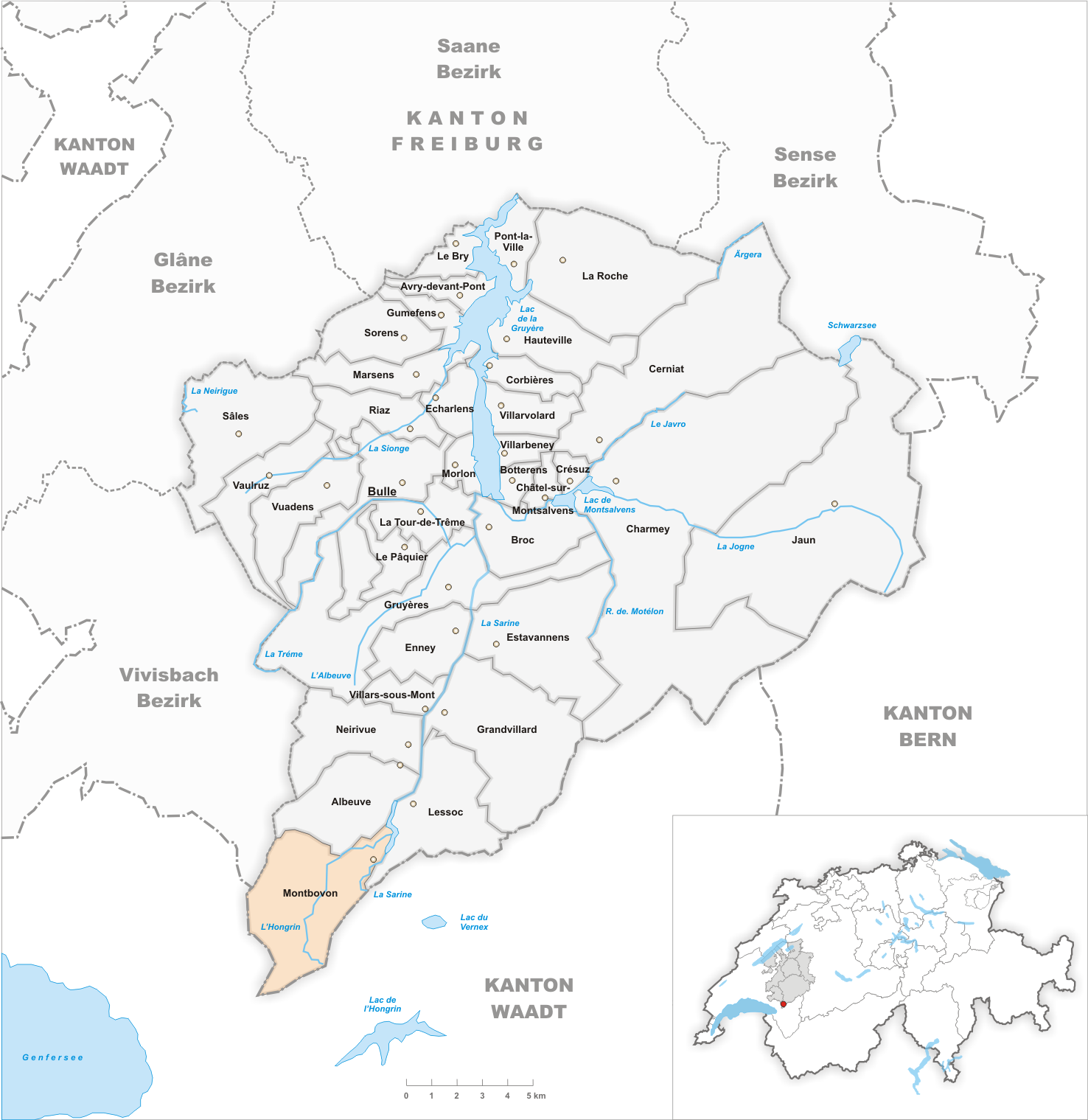
Il territorio del comune di Montbovon prima degli accorpamenti comunali del 2002

Già comune autonomo che comprendeva anche le frazioni di Allières, Comba d'Amont, Comba d'Avau, Vers-les-Jordan, Vers-les-Moret e Vers-les-Pichon, il 1º gennaio 2002 è stato accorpato agli altri comuni soppressi di Albeuve, Lessoc e Neirivue per formare il nuovo comune di Haut-Intyamon.

## Monumenti e luoghi d'interesse

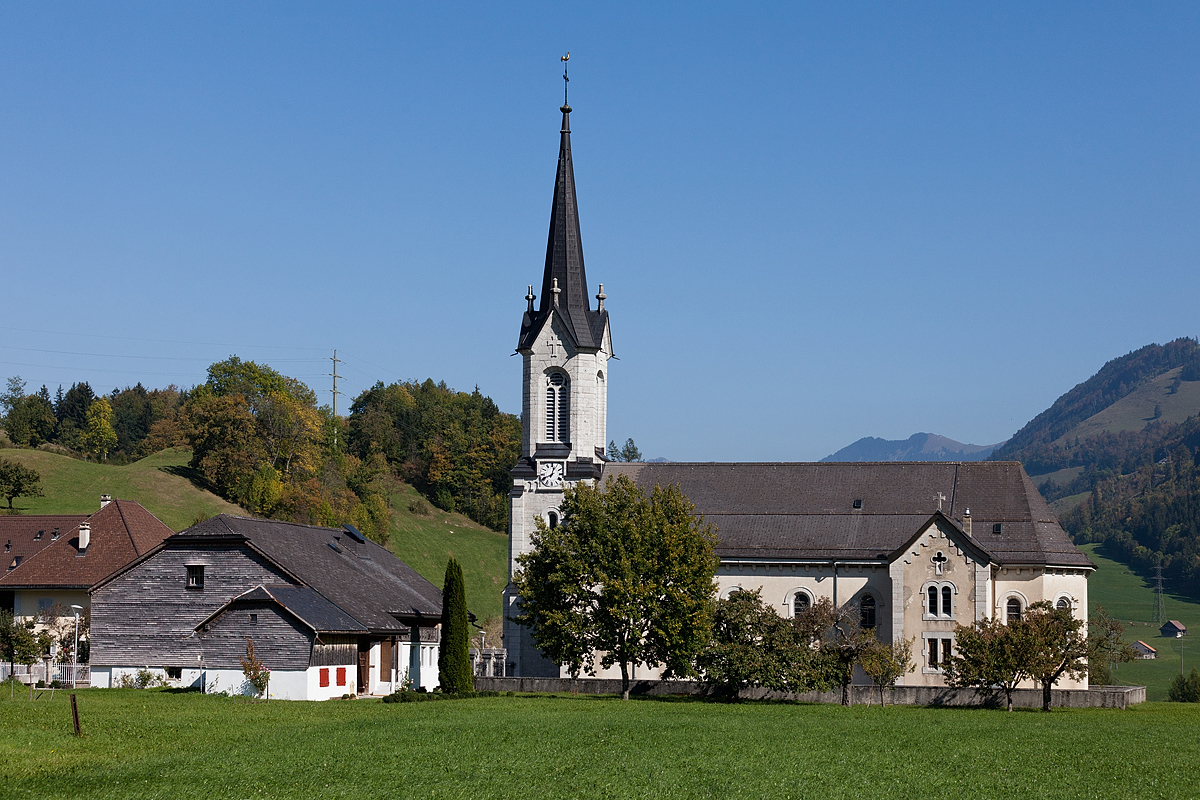
La chiesa cattolica di San Grato

- Chiesa cattolica di San Grato, eretta nel 1516 e ricostruita nel 1621 e nel 1897[1];
- Cappella cattolica di Santa Maria Maddalena in località Allières, eretta nel 1721 e ricostruita nel 1995[1].

## Società

### Evoluzione demografica
L'evoluzione demografica è riportata nella seguente tabella:
Abitanti censiti

## Infrastrutture e trasporti

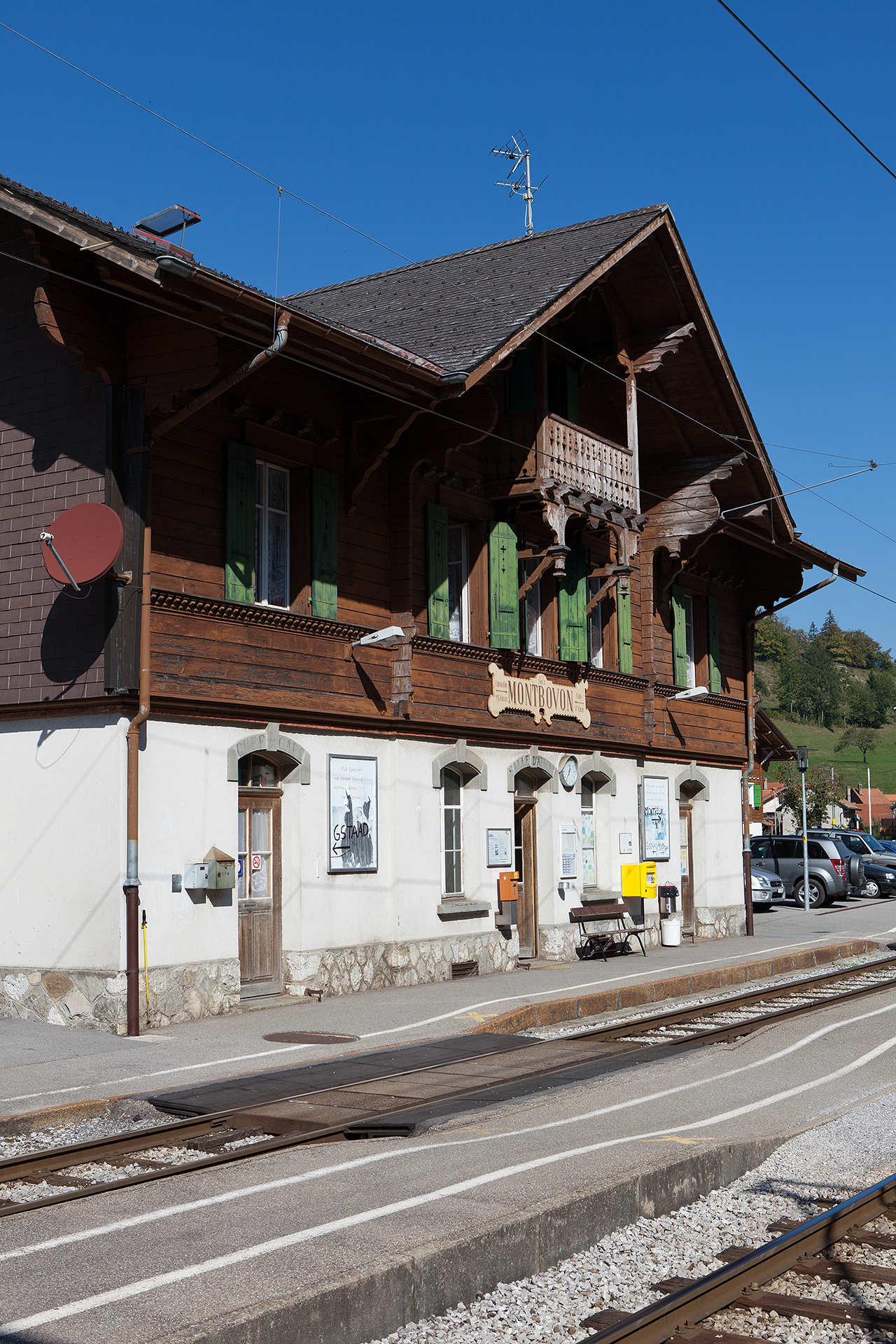
La stazione di Montbovon

Montbovon è servito dall'omonima stazione e da quella di Allières sulla ferrovia Palézieux-Bulle-Montbovon e sulla ferrovia Montreux-Oberland Bernese.

## Amministrazione
Ogni famiglia originaria del luogo fa parte del comune patriziale che ha la responsabilità della manutenzione di ogni bene comune.